# Đông Galicia

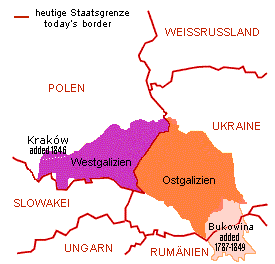
Tây và Đông Galicia vào cuối thế kỷ 20

Đông Galicia (tiếng Ukraina: Східна Галичина, đã Latinh hoá: Skhidna Halychyna; tiếng Ba Lan: Galicja Wschodnia) là một khu vực địa lý tại Tây Ukraina (nay là các tỉnh Lviv, Ivano-Frankivsk và Ternopil), cũng có tầm quan trọng lịch sử đối với Ba Lan.
Galicia được hình thành trong Đế quốc Áo vào thời kỳ 1772–1918. Đông Galicia nay gồm toàn bộ các tỉnh Lviv và Ivano-Frankivsk, cũng như tỉnh Ternopil, dải phía bắc giáp với các huyện cũ Kremenets, Shumsk và Lanivtsi và phần phía bắc của Zbarazh. Mặt khác, phần phía tây của Đông Galicia nằm tại Ba Lan (phần phía đông tỉnh Podkarpackie - Przemyśl, Sanok, Jarosław, Lubaczów, Lesko và Bieszczady và các khu vực xung quanh các địa điểm này. Một phần nhỏ của Đông Galicia cũng nằm trong tỉnh Lubelskie - thị trấn Lubycza Królewska và khu vực xung quanh, nhưng Tomaszów Lubelski cách 15 km không còn thuộc về Galicia, cũng như không thuộc về Áo sau khi phân chia Ba Lan. Nó là bộ phận của Ba Lan lập hiến trong Đế quốc Nga. Diện tích của Đông Galicia là khoảng 46.800 km2

## Lịch sử
Năm 1918, Tây Galicia trở thành một phần của Cộng hòa Ba Lan được tái lập, cộng hòa này tiếp thu một phần của vùng Lemko. Người dân Ukraina địa phương tuyên bố nền độc lập của Đông Galicia với tư cách là Cộng hòa Nhân dân Tây Ukraina. Cư dân Lviv (Lwów, Lemberg) chủ yếu là người Ba Lan đã kháng cự, dẫn đến Chiến tranh Ba Lan-Ukraina, kết quả là người Ba Lan nắm quyền kiểm soát toàn bộ Galicia. Trong một hiệp ước với Ba Lan, Herman Petyura của Cộng hòa Nhân dân Ukraina nhượng Đông Galicia để đổi lấy sự giúp đỡ chống lại Xô viết. Trong Chiến tranh Ba Lan-Xô viết, vào tháng 7 năm 1920 Xô viết đã thành lập tại Đông Galicia nước Cộng hòa Xã hội chủ nghĩa Xô viết Galicia tồn tại trong thời gian ngắn.
Hòa ước Riga ngày 18 tháng 3 năm 1921 giao Đông Galicia đang tranh chấp cho Cộng hòa Ba Lan thứ hai. Các cường quốc phe Hiệp ước công nhận quyền sở hữu lãnh thổ của Ba Lan vào ngày 14 tháng 3 năm 1923.
Người Ukraina tại Đông Galicia cũ và tỉnh lân cận Volyn chiếm khoảng 12% dân số của Cộng hòa Ba Lan thứ hai và là nhóm thiểu số lớn nhất. Do các chính sách của chính phủ Ba Lan không thân thiện với các nhóm thiểu số, căng thẳng giữa chính phủ Ba Lan và người dân tộc Ukraina ngày càng gia tăng, điều này cuối cùng đã dẫn đến sự ra đời của các chiến binh ngầm là Tổ chức Những người dân tộc chủ nghĩa Ukraina.

## Từ nguyên
Tên gọi Galicia, hay Halychyna trong tiếng Ukraina, bắt nguồn từ thành phố Halych (tiếng Latin là Galic) là thủ đô đầu tiên của Thân vương quốc Galicia. Tên gọi Halych lại bắt nguồn từ tiếng Ukraina halka có nghĩa là "con quạ", phản ánh qua việc con quạ nằm tại trung tâm trên huy hiệu cận đại của thành phố.
Nhiều người cũng tin rằng tên gọi Halych/Galic (và từ đó là Halychyna/Galizia) bắt nguồn từ tiếng Hy Lạp ἅλς (hals), nghĩa là "muối". Người Byzantine và người Hy Lạp có một ảnh hưởng mạnh mẽ đối với các vùng đất này và cũng do người Hy Lạp mà Galicia và Kiev Rus' chuyển sang Cơ Đốc giáo. Trên thực tế từ Hy Lạp để chỉ hố muối là αλυκή (alyki), điều này tạo ra một lập luận mạnh mẽ rằng Halych có thể là một sự thay đổi của từ đó. Halych giàu tài nguyên muối, nó được khai thác trong khu vực. Vào thời sơ kỳ Trung cổ, muối là mặt hàng xuất khẩu chính của Halych. Tuy nhiên, hiện nay không còn hoạt động khai thác mỏ muối tại Halych.